# Утай II
Утай II (кхмер. ឧទ័យទី២; 1739 — декабрь 1777) — король Камбоджи (1758—1775). Правил под именами Утайреатеа II, Реамеатипадей IV или Норейреатеа II.
Предпринял ряд мер по укреплению монархии и физически устранил многих представителей династии и высокопоставленных заговорщиков. Заложил фундамент новой структуры камбоджийского государства. Объявил об отказе от сиамского сюзеренитета, что привело к новым вооруженным конфликтам с Сиамом в 1760—1790-х гг. В попытках заручиться поддержкой двора Хюэ согласился на территориальные уступки вьетнамцам на юго-востоке страны.
Полное тронное имя — Брхат Пада Самдач Сдач Брхат Раджанкария Брхат Нараяна Раджадхираджа Рамадипати Брхат Шри Сурияпура Парама-Сурендра (санскр. Brhat Pada Samdach Sdach Brhat Rajankariya Brhat Narayana Rajadhiraja Ramadipati Brhat Sri Suriyapura Parama- Surendra).

## Биография
Утай родился в 1740 году, был старшим сыном принца Утейричи и принцессы Пеу, дочери короля Анг Эма.
Утай взошел на престол в 1758 году вскоре после смерти своего деда — короля Анг Тонга.
Утай решил править при покровительстве вьетнамцев. Он отказался сотрудничать с сиамским королем Таксином, за что последний объявил его «наполовину китайцем» и в 1769 году отправил свои войска в Камбоджу. Спасаясь от второго вторжения в 1771 году Утай бежал во Вьетнам, но вернулся позже и был восстановлен на троне при поддержке вьетнамской армией в качестве марионеточного короля в Удонге. Однако через год ему снова пришлось бежать во Вьетнам.
Вернувшись в 1772 году он снова правил под надзором вьетнамцев. В 1775 году Утай отрекся от престола, а новым королем стал его двоюродный брат Анг Нон II.

### На русском языке
- Сафронов, Б. В. Новая история стран Азии и Африки : учеб. пособие для бакалавриата и магистратуры / Борис Сафронов, Юрий Лосев. — 2-е изд., испр. и доп. — М.: Издательство Юрайт, 2019. — 305 с. — ISBN 978-5-534-10425-7.